# Ацетилен
Ацетилен (IUPAСов назив: етин) је хемијско једињење формуле C2 H2. Најједноставнији је алкин.
Као алкин, ацетилен је незасићен због тога што су два атома угљеника везана троструком везом. Трострука веза угљеник-угљеник даје угљениковим атомима sp хибридне орбитале, постављајући сва четири атома у праву линију, где је угао CCH везе 180°.
Ацетилен је откривен 1836. од стране Едмунда Дејвија који га је окарактерисао као „ново угљениково једињење водоника“. Поново је откривен 1860. од стране француског хемичара Марсолена Бертолоа који му је дао име „ацетилен“. Нобеловац Густаф Дален је ослепљен у експлозији ацетилена.

## Добијање
Материјали за индустријско добијање ацетилена су калцијум-карбонат (кречњак) и угаљ. Калцијум-карбонат се прво преведе у калцијум-оксид а угаљ у кокс, па напослетку се они једине да би наградили калцијум-карбид и угљен-моноксид:
Калцијум-карбид (или калцијум-ацетилид) и вода се мешају различитим методама да би наградили ацетилен и калцијум-хидроксид. Ову реакцију је открио Фридрих Велер 1862. године.
Синтеза калцијум-карбида захтева јако високе температуре, око 2000 степена Целзијуса, па се реакција одиграва у електричном казану. Ова реакција је одиграла важну улогу у револуцији касних 1800-их година око масивног хидроенергетског пројекта на Нијагариним водопадима.
Ацетилен се исто тако може добити непотпуним сагоревањем метана са кисеоником или крековањем угљоводоника.
Бертело је правио ацетилен од метанола, етанола, етена или етра тако што их је пропуштао као гасове кроз усијале цеви. Бертело је открио да се ацетилен може добити пропуштањем електричне варнице кроз смешу гасова водоника и цијаногена. Правио је ацетилен и синтезом водоника и угљеника.

## Реакције
- Изнад 400 °C (673 K) почиње пиролиза ацетилена, што је подоста ниско за угљоводонике. Главни производи су димер винил-ацетилен (C4H4) и бензен. На температурама изнад 900 °C, (1173 K), главни производ је чађ.
- Помоћу ацетилена, Марселен Бертело је први показао да је могуће да алифатично једињење може да награди ароматично када је загревао ацетилен у стакленој цеви да би добио бензен са примесама толуена. Бертело је оксидовао ацетилен да би добио сирћетну и оксалну киселину. Увидео је да се ацетилен може редуковати у етен и етан.
- Полимеризација ацетилена са Циглер-Натовим катализатором ствара полиацетилен. Полиацетилен, низ угљеникових атома међу којима се смењују једноструке и двоструке везе био је први органски полупроводник икад откривен; у реакцији са јодом даје изузетно проводан материјал.
- У Кучеровој реакцији (откривене 1881. од стране Михаила Кучерова)[3] ацетилен се хидратише у ацеталдехид са живином сољу, каква је жива(II)-бромид.
- Карбиди се добијају од многих металних јона који се помешају са растворима њихових соли. Пар њих, као сребро-карбид или бакар-карбид су експлозиви. Бакар-карбид се добија такође у реакцији са ацетиленом и металним бакром или његовим легурама.

## Особине
| Особина                  | Вредност |
| ------------------------ | -------- |
| Партициони коефицијент ( | 2,0      |
| Растворљивост (logS, log(mol/L))        | 1,5      |
| Поларна површина (PSA, Å²)  | 0,0      |